# Sveg
Sveg ist ein Ort (tätort) in der schwedischen Provinz Jämtlands län und der historischen Provinz Härjedalen.

## Lage
Sveg ist der Hauptort der Gemeinde Härjedalen. Der Ort liegt an der Europastraße 45 (Inlandsvägen), am Riksväg 84, an der Inlandsbahn und am Fluss Ljusnan. Sveg liegt 128 km Luftlinie südlich von Östersund, auf der Straße oder mit der Bahn sind es ungefähr 180 km. Oberhalb und unterhalb von Sveg befinden sich Staustufen des Ljusnan.

## Geschichte
Der Name Sveg ist seit den 1270er Jahren als Thingplatz bekannt. Ursprung des Namens könnte eine Biegung des Flusses Ljusnan in Sveg sein (isländisch sveigr, Biegung). Bis Ende des 19. Jahrhunderts war Sveg vor allem ein kirchliches Zentrum und ein Zentrum der Gerichtsbarkeit. Durch die Ansiedlung großer Holzfirmen und durch den Anschluss an die Eisenbahn nach Orsa, Brunflo und Hede wurde Sveg zum Hauptort der umgebenden Gebiete.

## Persönlichkeiten
- Henning Mankell (1948–2015), Schriftsteller (in Sveg aufgewachsen)
- Beatrice Ask (* 1956), Politikerin
- Inger Björkbom (* 1961), Biathletin
- Anna Le Moine (* 1973), Curlerin
- Anna Carin Zidek (* 1973), Biathletin
- Margaretha Lindahl (* 1974), Curlerin
- Ulrika Bergman (* 1975), Curlerin
- Ida Ingemarsdotter (* 1985), Skilangläuferin
- Christoffer Sundgren (* 1989), Curler

## Sveg in der Literatur
Henning Mankells Roman Die Rückkehr des Tanzlehrers spielt zu großen Teilen in Sveg. Eine wichtige Rolle in diesem Roman spielt die kombinierte Eisenbahn- und Straßenbrücke vor Sveg. Zu Ehren Mankells erhielt die Brücke im Jahr 2006 den Namen „Mankellbron“ (Mankellbrücke).

## Bildergalerie

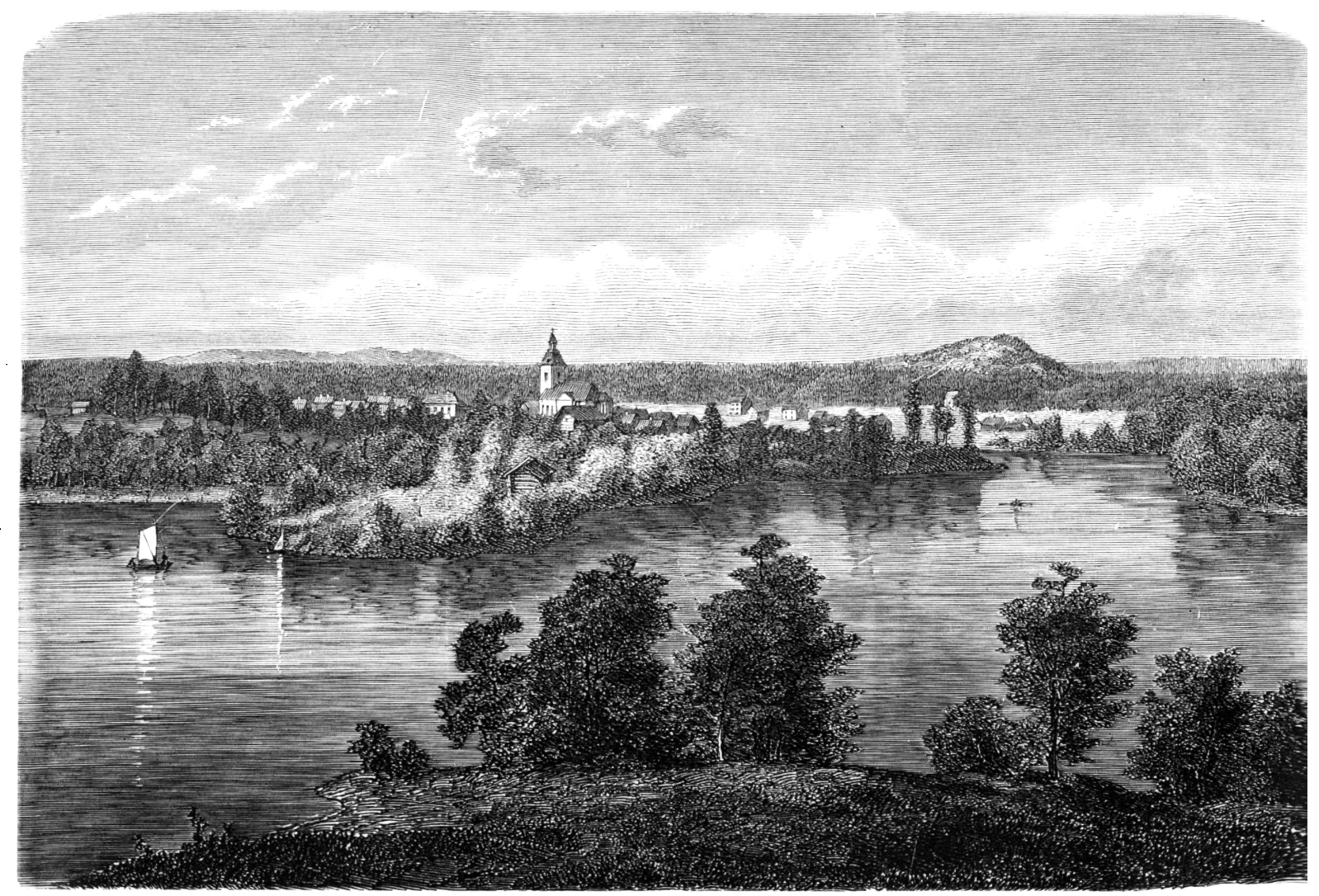
Panorama von Sveg (1867)
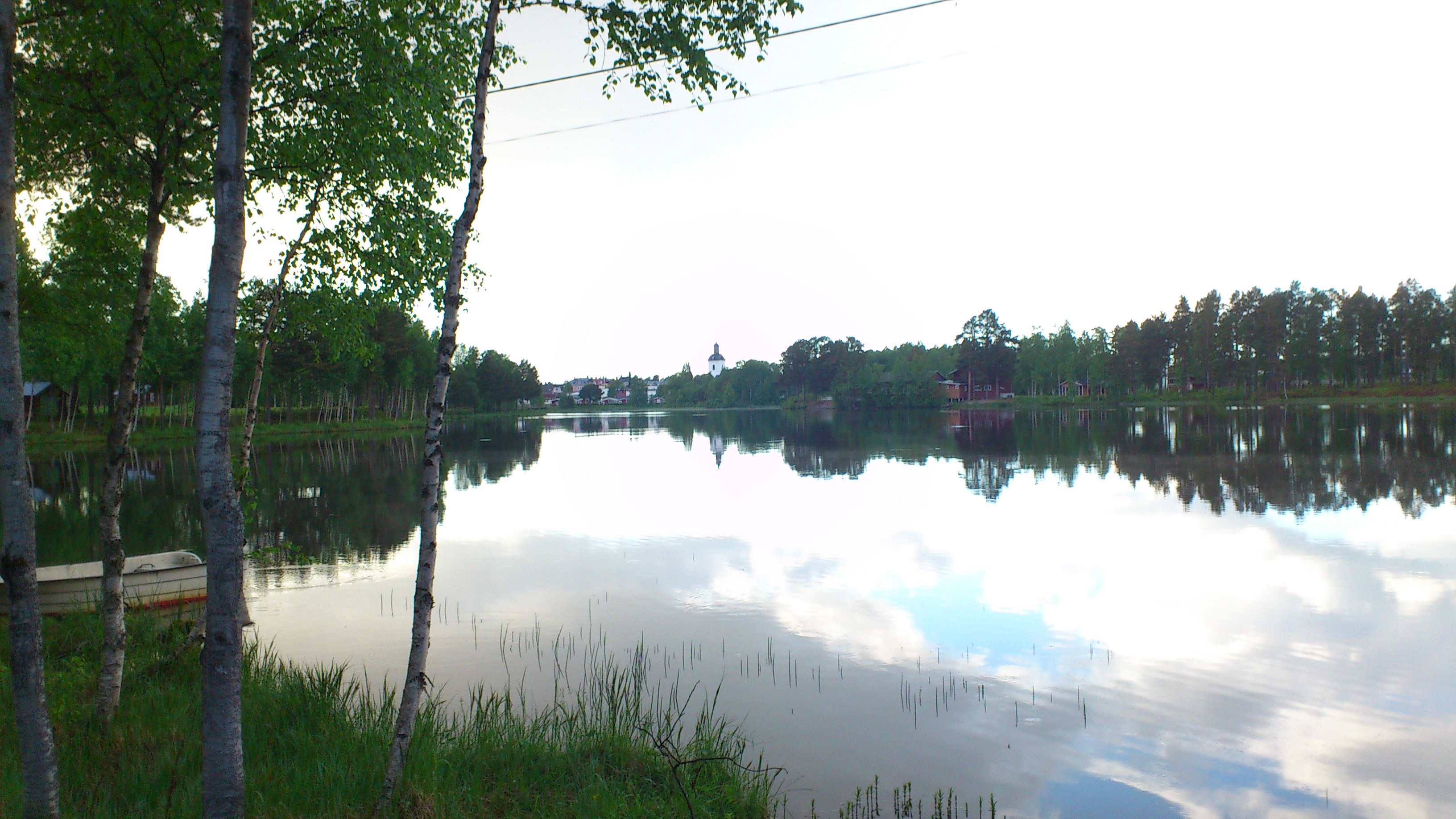
Panorama von Sveg (2013)
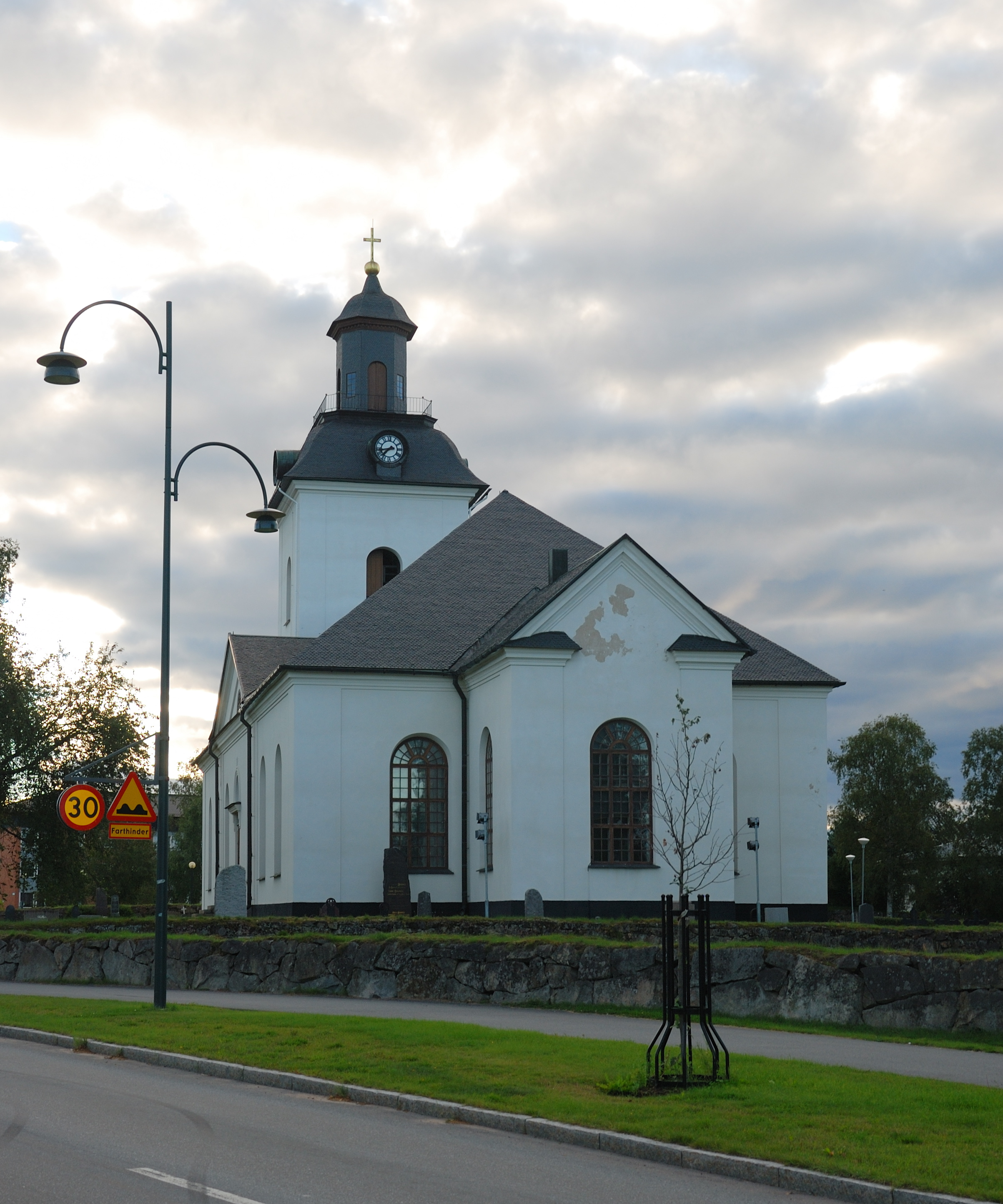
Kirche (2011)
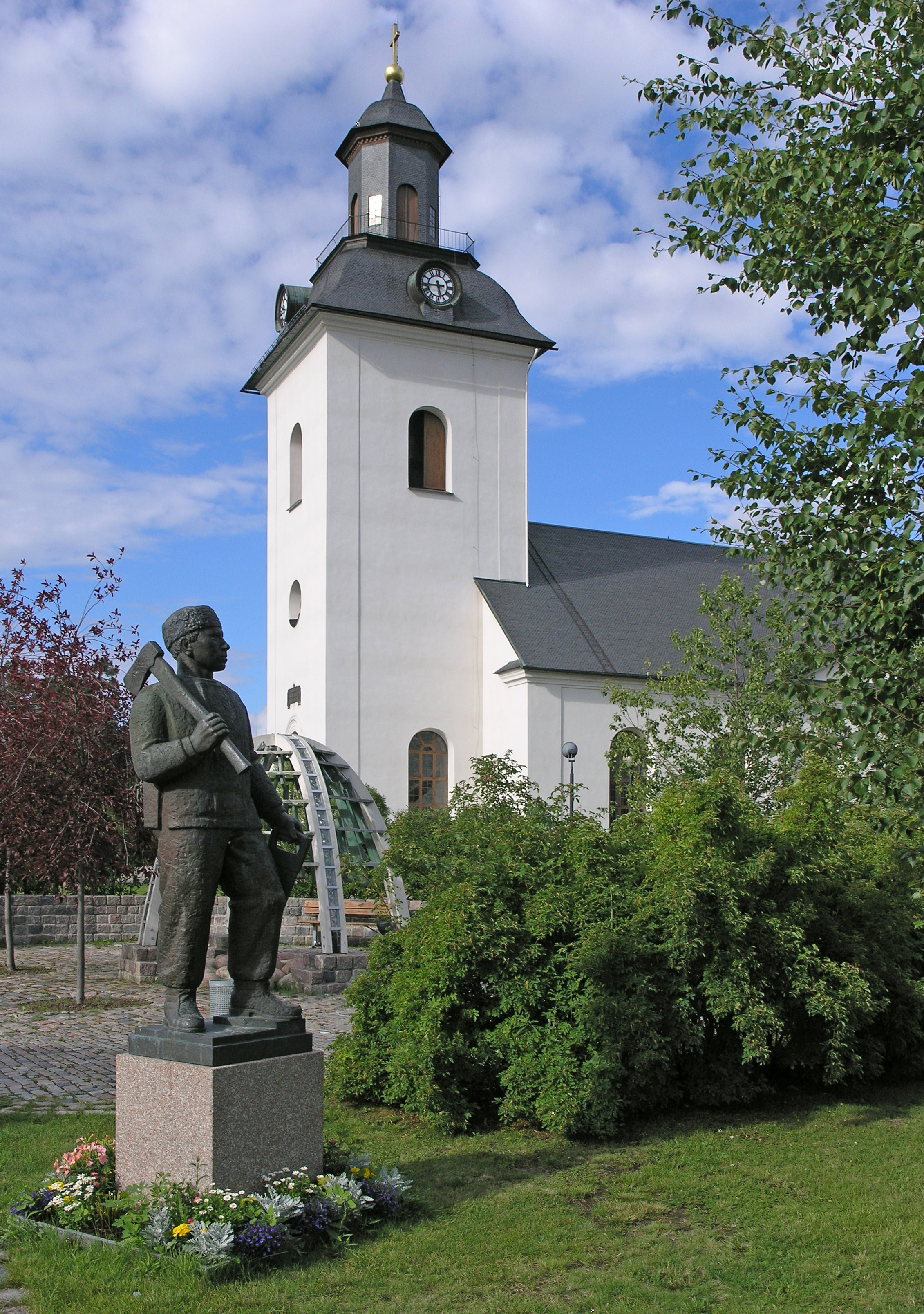
Kirche (2011)
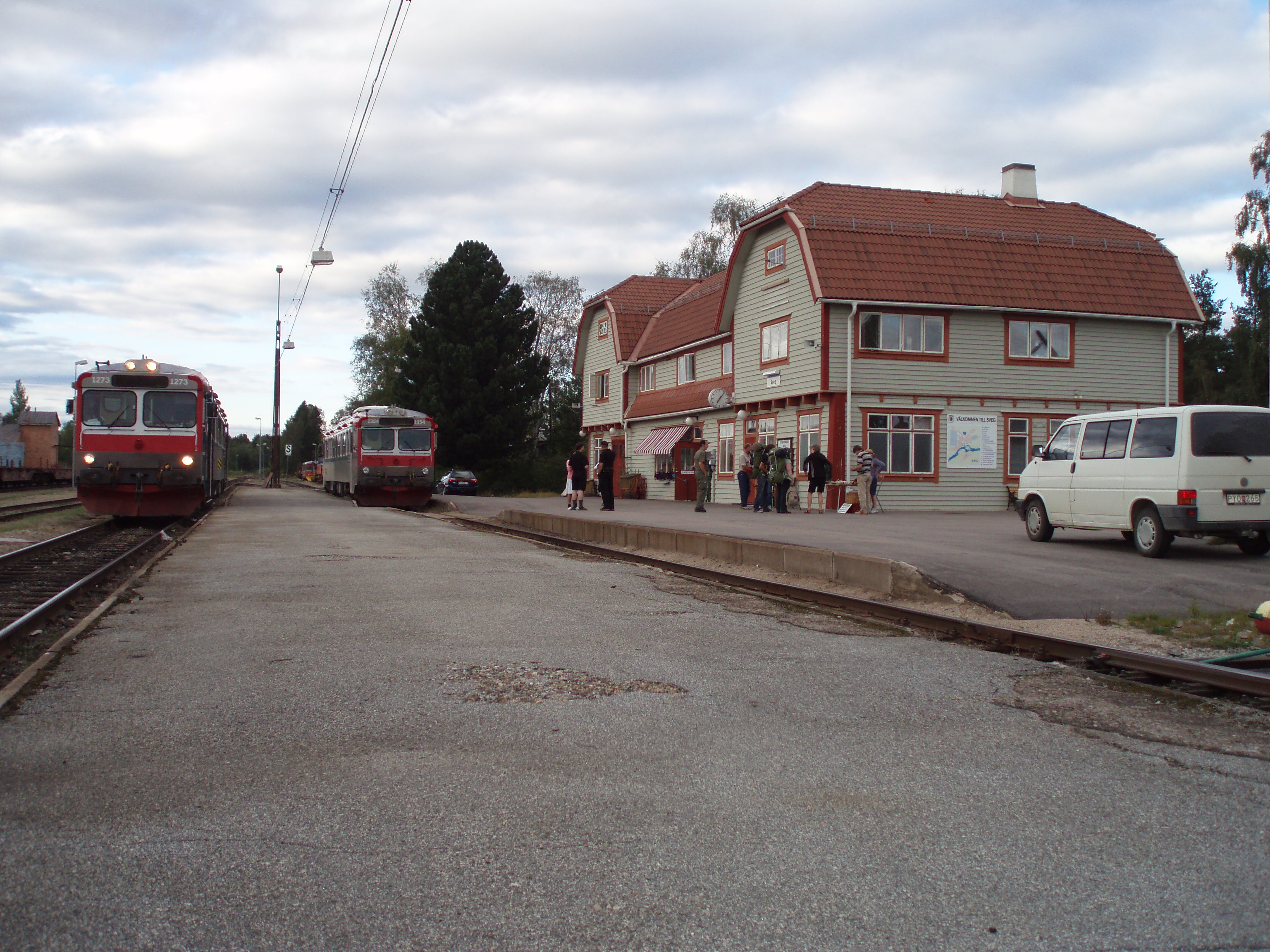
Bahnhof (2006)
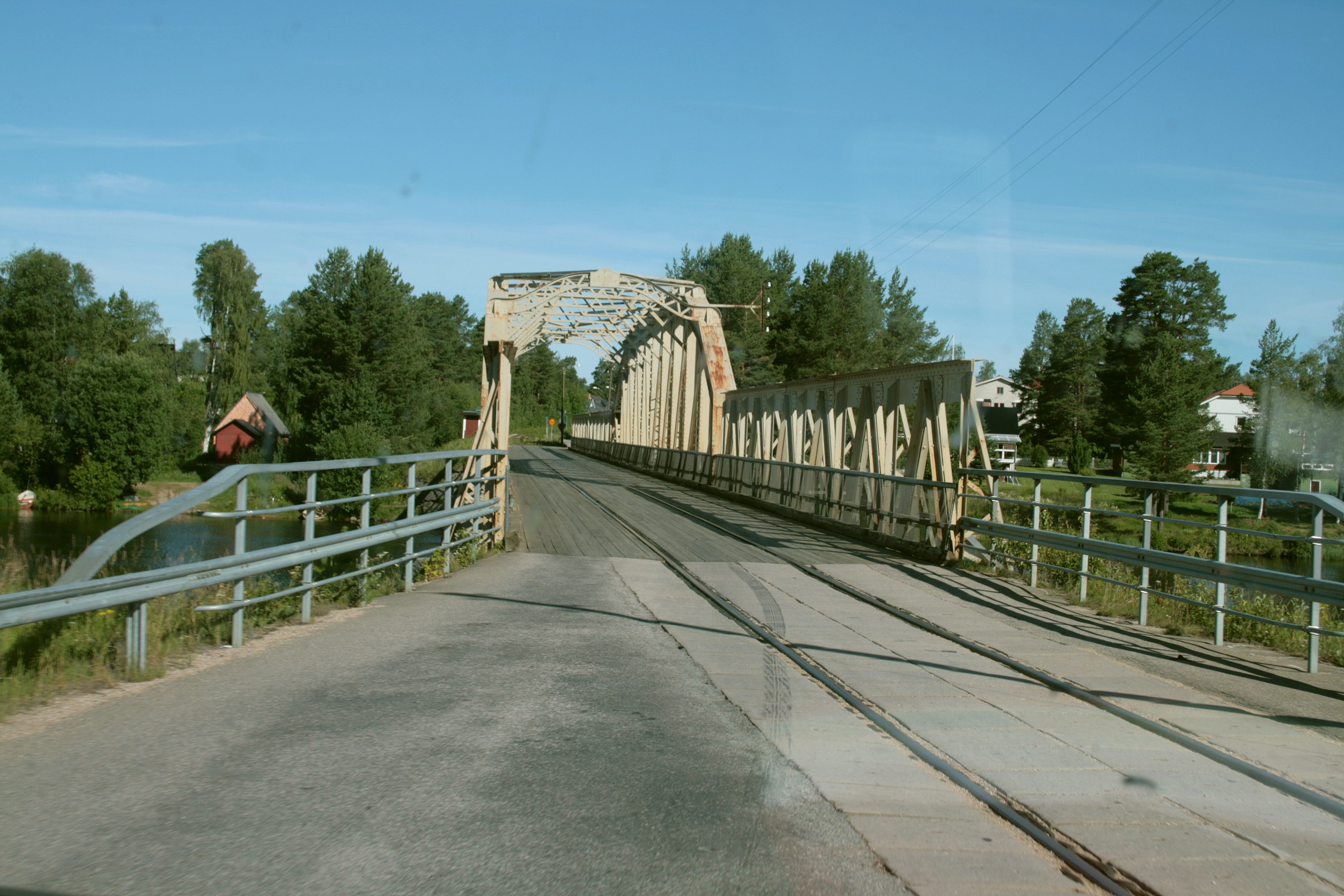
Mankellbron (2008)
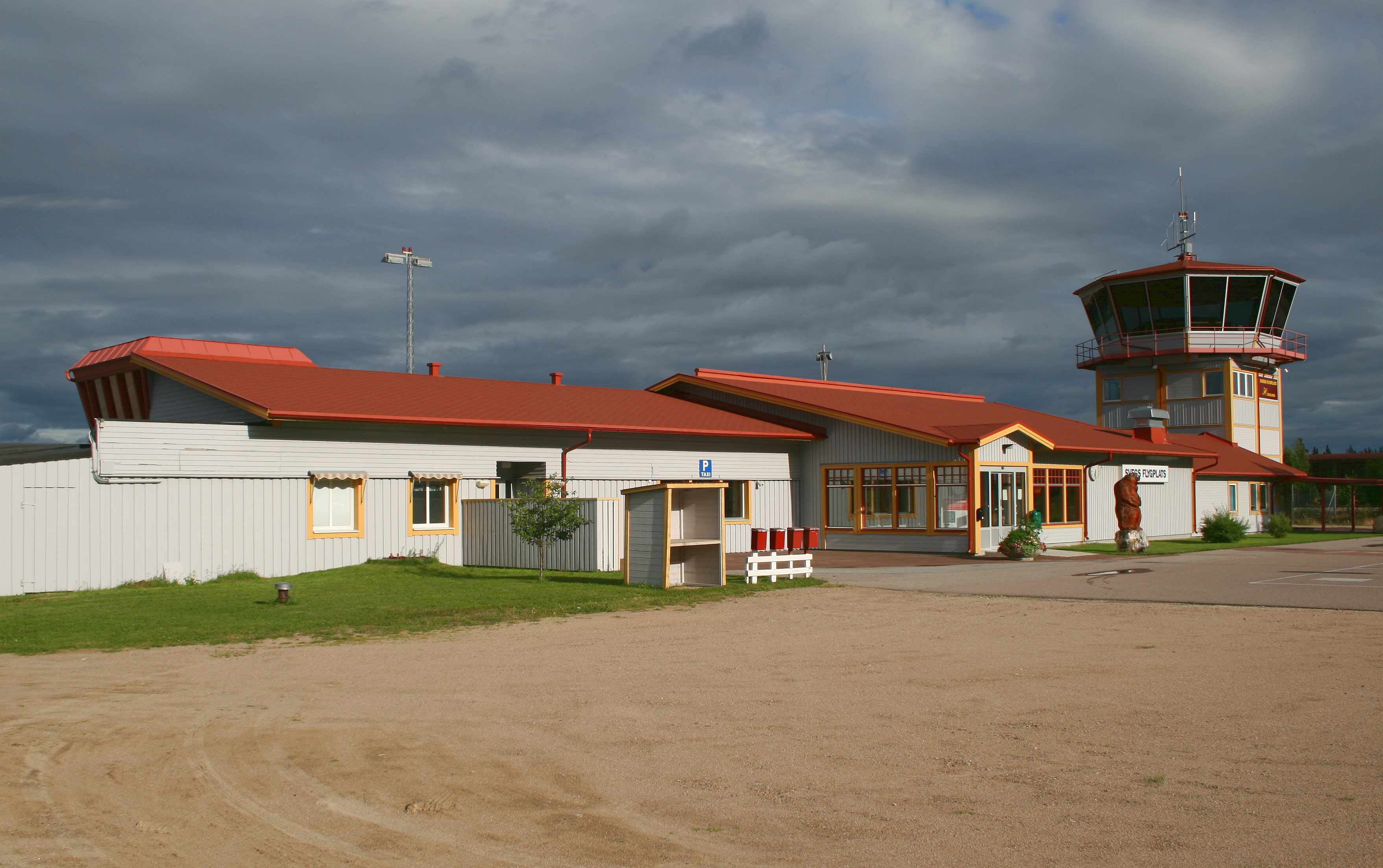
Flugplatz (2009)
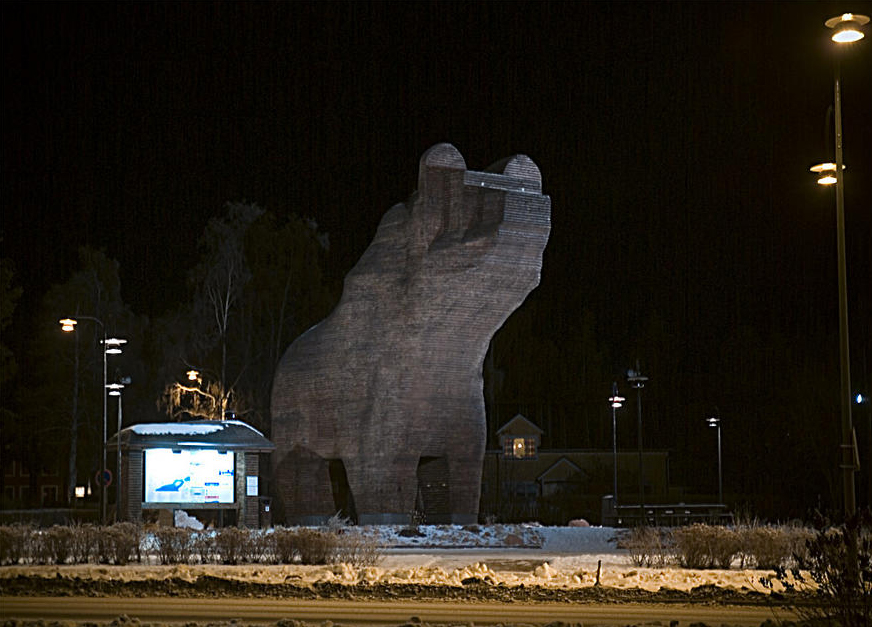
Skulptur: Bär